# Ponte Ambroix
il ponte Ambroix o ponte di Ambrussum è un ponte romano costruito nel I secolo (Dinastia giulio-claudia) sul fiume Vidourle ad Ambrussum nel sud della Francia, nella regione Languedoc-Roussillon . Si trova a cavallo tra i comuni di Gallargues-le-Montueux (nel Gard ) e Villetelle (nell'Hérault ).

## Contesto
Il ponte Ambroix attraversa il Vidourle, un piccolo fiume delle Cevenne, tra i comuni di Gallargues-le-Montueux nel Gard ad est e Villetelle nell'Hérault a ovest. Fu costruito sulla strada romana Via Domizia tra Nîmes e Montpellier. L'oppidum gallico di Ambrussum situato non molto lontano dalla riva occidentale. Il ponte sboccava sulla strada principale dell'insediamento gallo-romano in fondo all'oppidum.

## Storia
È stato costruito nel I secolo e consentì alla principale strada romana della Narbonnaise, la Via Domiziana, di attraversare il Vidourle. Il ponte è stato utilizzato fino al 1299. Un disegno realizzato nel 1620 su richiesta di Anne de Rulman, avvocato del presidio di Nîmes, mostra il ponte ancora provvisto di quattro archi. Sappiamo da La Chronologiette di Pierre Prion (1744-1759) che il sesto arco fu spazzato via da un'esondazione nel 1745. Su Le Pont d'Ambrussum, dipinto di Gustave Courbet datato 1857, è visibile il quarto arco che crollò nel 1933 durante un'alluvione del Vidourle. Le macerie furono recuperate nel 1983 da una squadra di archeologi guidati da J.-C. Bessac e J.-L. Fiches e impilate sulla sponda sinistra in vista di una ipotetica ricostruzione dell'arco. Il ponte fa parte del sito archeologico e turistico di Ambrussum. L'autostrada La Languedocienne passa a un chilometro a nord (dall'uscita Gallargues).
Il ponte è parte della classificazione come monumento storico dal 1840  .

## Descrizione
Il ponte è costruito con pietre di grandi dimensioni (blocchi di 1,40 m x 0,70 m x 0,50 m) assemblate senza malta con rinforzi di graffette di bronzo sigillate con piombo. Lungo 180 metri, in origine aveva undici archi, di cui solo il quinto rimane in mezzo al fiume, con una portata di 10 metri. Gli Archi (architettura) sono a tutto sesto. Sul retro della volta si nota la presenza di mensoloni in pietra che fungono da sostegno per le Centine. Le finestre di scarico sono modeste, il che spiega perché la pressione dell'acqua sia la causa del crollo del ponte nonostante la presenza di tagliacque.
Tuttavia, va aggiunto che questo ponte fu volutamente in parte demolito nel Medioevo al fine di costringere il traffico a spostarsi sul " nuovo » ponte a valle Lunel, il quale prevedeva al tempo un pedaggio. [ rif. desiderato ]

## Galleria d'immagini

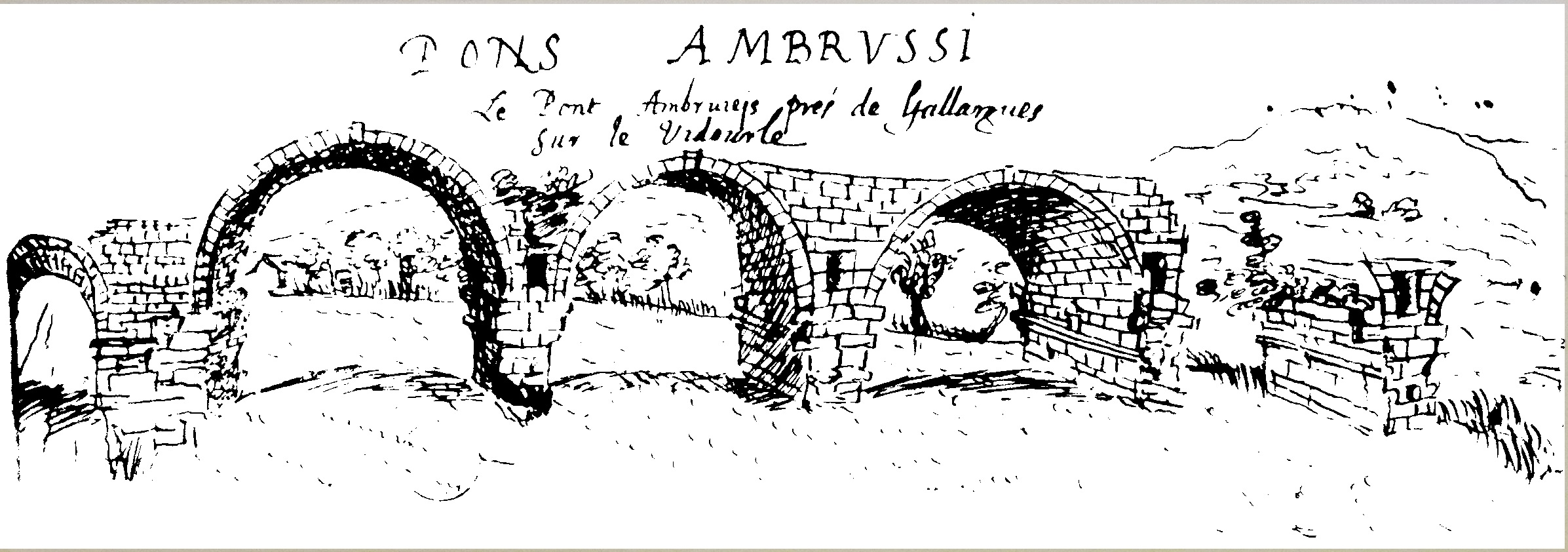
Pons Ambrussi, Anne Rulman, avvocato del XVI secolo
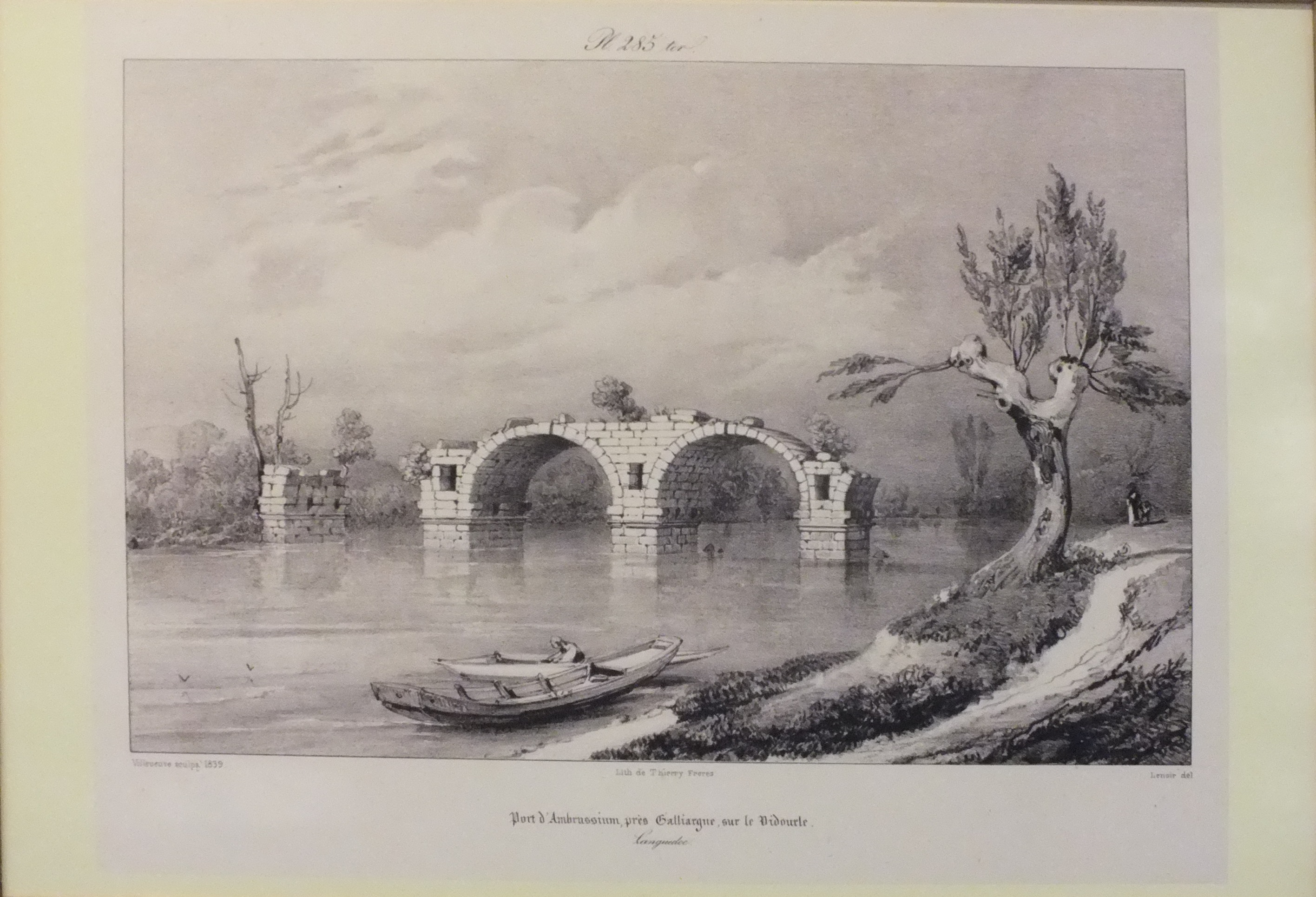
Le Pont d'Ambrussum, litografia, Thierry frères, 1839.
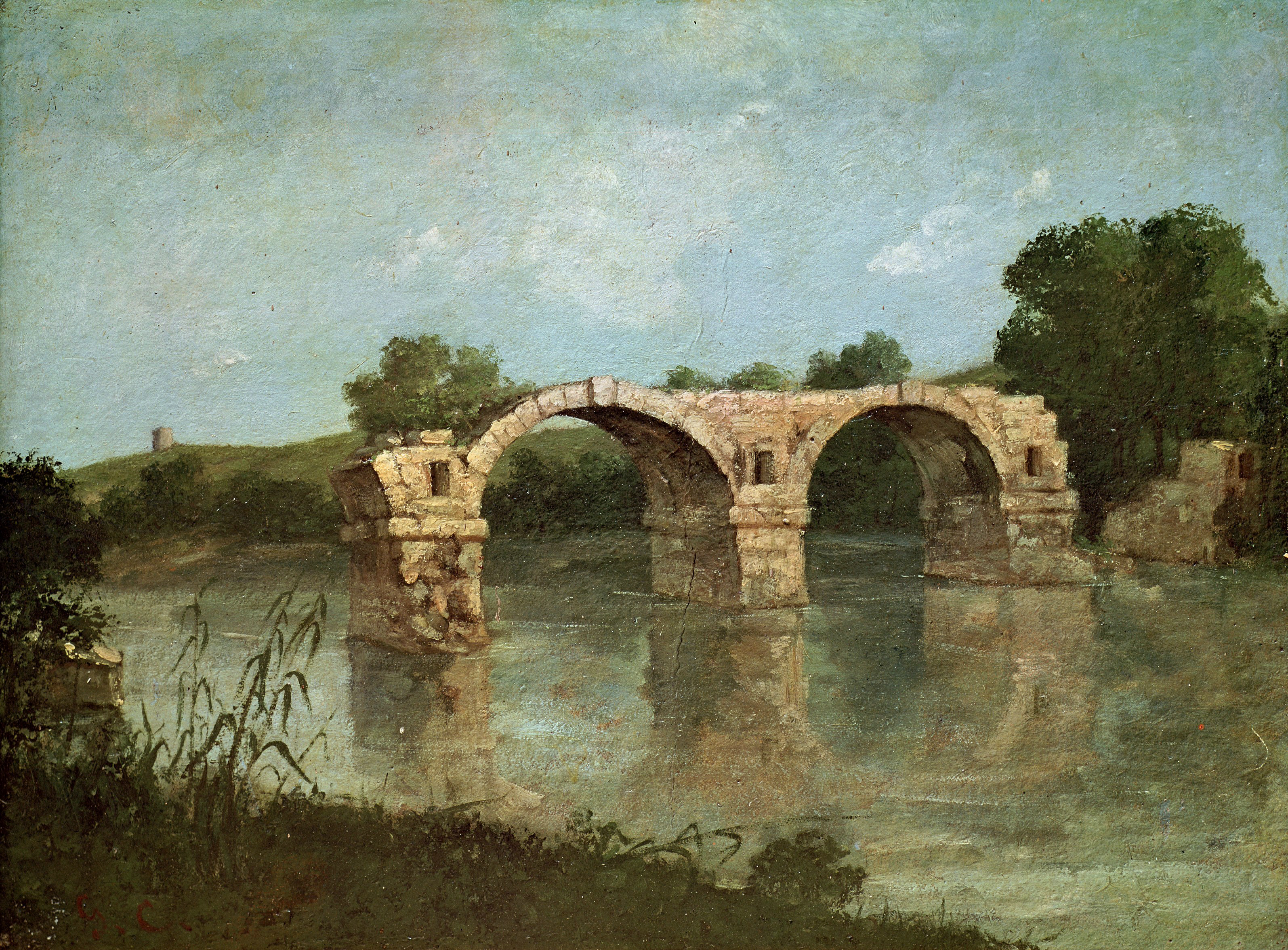
Le Pont d'Ambrussum, di Gustave Courbet, 1857, che mostra il ponte ancora con due arcate.